# オソルノ山
オソルノ山（Osorno volcano）は、チリの中南部の州・ロス・ラゴス州オソルノ県オソルノにある火山である。標高は2,660m。
オソルノ山は典型的な円錐型の成層火山で、姿や形が日本の富士山と似ているため日本人の間では「チリ富士」と呼ばれることがある。
西麓にジャンキウェ湖を湛え、山頂部は万年雪に覆われている。
チリの南部にある火山で最も活発な火山の一つであり、1575年に噴火が確認されて以来、これまで11回噴火している。2015年現在、1869年の噴火を最後に火山活動を休止している。

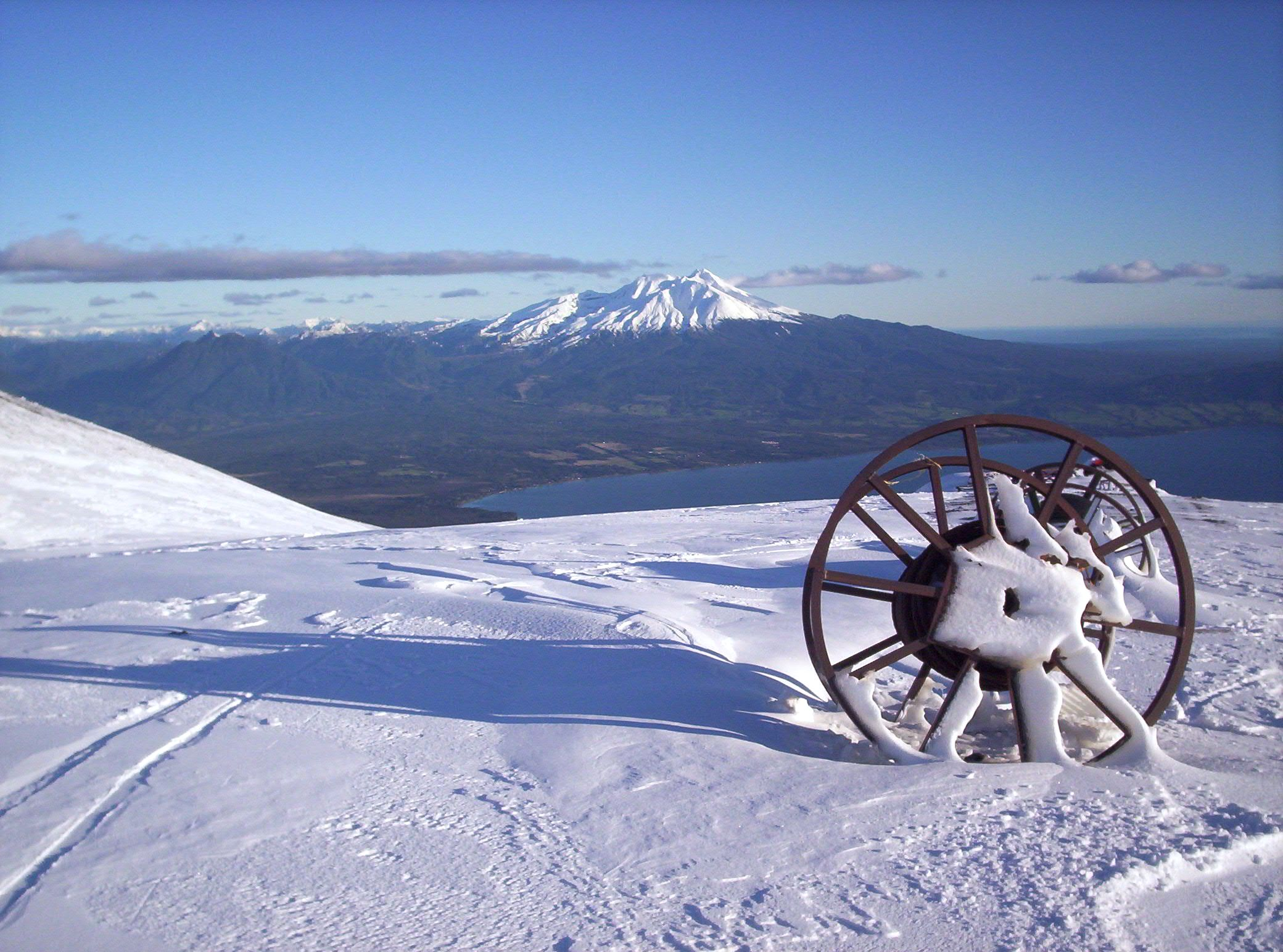
オソルノ山からカルブコ山を望む